# حسين بابي
حسين بابي (27 فبراير 1985 بأليغودرز في إيران - ) هو لاعب كرة قدم إيراني في مركز الوسط. شارك مع منتخب إيران تحت 20 سنة لكرة القدم ومنتخب إيران تحت 23 سنة لكرة القدم. أما مع النوادي، فقد لعب مع نادي سباهان أصفهان وSepahan Novin F.C. ‏.